# TC Pick Up
A TC Pick Up (TCPK) é uma categoria de stock car disputada na Argentina. A categoria foi criada em 2017 por iniciativa do presidente da Associação de Pilotos da Turismo Carretera (ACTC), Hugo Mazzacane. O objetivo da categoria é prover um espaço maior para pilotos desenvolverem suas carreiras (dividindo o calendário com a TC Mouras e a TC Pista Mouras) e oferecer ao público uma categoria que represente modelos com grande participação no mercado automotivo argentino. A categoria é disputada por camionetes médias da Chevrolet, Fiat, Ford, Nissan, Toyota e Volkswagen. Os motores são todos baseados nos motores Chevrolet, Ford e Cherokee utilizados na TC, com cabeçote OHC 24v, produzido pela TopLine.

## História

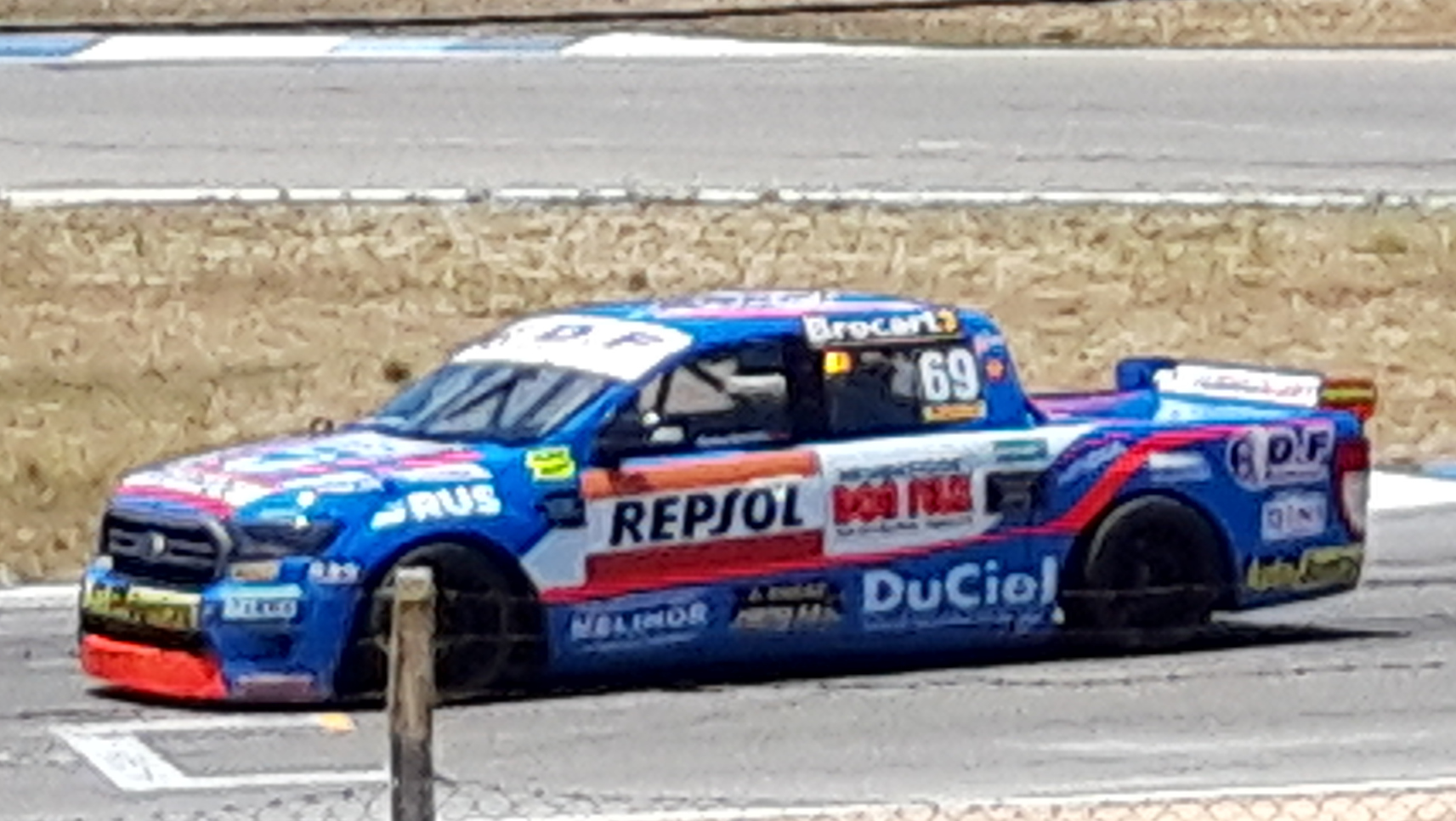
Ford Ranger R23GT pilotado por Eddy Mión em 2021

A apresentação oficial da categoria se deu em 10 de dezembro de 2017, no Autódromo Roberto Mouras, em La Plata, enquanto a primeira etapa aconteceu em 23 de setembro de 2018, também em La Plata, tendo como vencedor Guillermo Ortelli (Nissan Frontier)  e o campeonato de 2018 teve por vencedor Gastón Mazzacane (Volkswagen Amarok).

## Marcas
- Chevrolet - S10 SSR
- Fiat - Abarth Toro SF75
- Ford - Ranger R23GT
- Nissan - Frontier GT7
- Toyota - GR Hilux GT77
- Volkswagen - Amarok GT10RS

### Títulos por marca
| Marcas  |   |   |   |
| Títulos | 1 | 4 | 1 |

## Campeões
| Ano  | Piloto             | Carro             |
| ---- | ------------------ | ----------------- |
| 2018 | Gastón Mazzacane   | Volkswagen Amarok |
| 2019 | Juan Pablo Gianini | Ford Ranger       |
| 2020 | Juan Pablo Gianini | Ford Ranger       |
| 2021 | Juan Pablo Gianini | Ford Ranger       |
| 2022 | Omar Martínez      | Ford Ranger       |
| 2023 | Mariano Werner     | Toyota Hilux      |

## Ver Também
- Turismo Carretera
- TC Pista
- TC Mouras